# Bakaye Traoré
Pour les articles homonymes, voir Traoré.
Bakaye Traoré, né le 6 mars 1985 à Bondy, est un footballeur international malien qui évolue au poste de milieu de terrain au CA Vitry.

## Carrière

### Club

#### Ses débuts
Son grand gabarit fait de lui un milieu très combatif. Lors de la saison 2005-2006, il explose au sein du club amiénois en enchaînant les matchs en tant que titulaire. La saison suivante, il frôle l'accession en Ligue 1 avec son club. Au cours de la saison 2008-2009, il dispute 36 matchs et marque 9 buts, toutes compétitions confondues.

#### AS Nancy-Lorraine
Le 10 juin 2009, il signe un contrat de 3 ans en faveur de l'AS Nancy-Lorraine, et accède donc pour la première fois de sa carrière à la Ligue 1. Le 8 août 2009, date de reprise du championnat, il est titularisé pour son premier match en Ligue 1. Il inscrit d'ailleurs le troisième but des lorrains.

#### AC Milan
Il annonce le 8 mai 2012 sur RMC qu'il s'est engagé pour la saison à venir avec le Milan AC. Début septembre 2013, il est prêté à Kayseri Erciyesspor.

#### Bursaspor
Auteur d'un prêt convaincant en Turquie, il se fait remarquer par Bursaspor et y signe en juin 2014 un contrat de 3 ans.

#### CA Vitry
Sans club depuis le 23 septembre 2016, Bakaye décide de signer au CA Vitry en 2022.

### Équipe nationale
- 21 sélections (2 buts) avec l'équipe du Mali depuis 2009
- 1re sélection :  Angola –  Mali (0-4) le 11 février 2009

## Statistique
| Saison      | Club                | Pays    | Championnat | Championnat | Championnat | Coupes nationales | Coupes nationales | Coupes nationales | Coupes nationales | Coupe d'Europe | Coupe d'Europe | Coupe d'Europe |
| Saison      | Club                | Pays    | Division    | Matchs      | Buts        | Coupe de la Ligue | Coupe de la Ligue | Coupe de France   | Coupe de France   | Type           | Matchs         | Buts           |
| ----------- | ------------------- | ------- | ----------- | ----------- | ----------- | ----------------- | ----------------- | ----------------- | ----------------- | -------------- | -------------- | -------------- |
| Saison      | Club                | Pays    | Division    | Matchs      | Buts        | Matchs            | Buts              | Matchs            | Buts              | Type           | Matchs         | Buts           |
| 2004 - 2005 | Amiens              |         | Ligue 2     | 2           | 0           | 0                 | 0                 | 0                 | 0                 | -              | -              | -              |
| 2005 - 2006 | Amiens              |         | Ligue 2     | 22          | 0           | 1                 | 0                 | 1                 | 0                 | -              | -              | -              |
| 2006 - 2007 | Amiens              |         | Ligue 2     | 17          | 0           | 1                 | 0                 | 1                 | 0                 | -              | -              | -              |
| 2007 - 2008 | Amiens              |         | Ligue 2     | 31          | 7           | 3                 | 1                 | 4                 | 2                 | -              | -              | -              |
| 2008 - 2009 | Amiens              |         | Ligue 2     | 34          | 8           | 1                 | 1                 | 1                 | 0                 | -              | -              | -              |
| 2009 - 2010 | Nancy               |         | Ligue 1     | 22          | 1           | 1                 | 0                 | 1                 | 0                 | -              | -              | -              |
| 2010 - 2011 | Nancy               |         | Ligue 1     | 29          | 5           | 1                 | 0                 | 3                 | 0                 | -              | -              | -              |
| 2011 - 2012 | Nancy               |         | Ligue 1     | 22          | 5           | 0                 | 0                 | 1                 | 0                 | -              | -              | -              |
| 2012 - 2013 | AC Milan            |         | Serie A     | 7           | 0           | 1                 | 0                 | 0                 | 0                 | C1             | 1              | 0              |
| 2013 - 2014 | Kayseri erciyesspor | Turquie | Super Lig   | 25          | 1           | 0                 | 0                 | 2                 | 0                 |                |                |                |
| 2014 - 2015 | Bursaspor           | Turquie | Super Lig   | 10          | 0           | 0                 | 0                 | 6                 | 2                 | C3             | 2              | 0              |
| 2015 - 2016 | Bursaspor           | Turquie | Super Lig   | 6           | 1           | 0                 | 0                 | 4                 | 2                 |                |                |                |
| 2016 - 2017 | Bursaspor           | Turquie | Super Lig   |             |             |                   |                   |                   |                   |                |                |                |